# Zygothrica quintamaculata
Zygothrica quintamaculata är en tvåvingeart som beskrevs av Prigent 2006. Zygothrica quintamaculata ingår i släktet Zygothrica och familjen daggflugor. Inga underarter finns listade i Catalogue of Life.